# Apeadero de Farreja
El Apeadero de Farreja, originalmente conocido como Estación de Fareja, fue una plataforma ferroviaria de la Línea de Guimarães, que servía a la localidad de Fareja, en el Ayuntamiento de Fafe, en Portugal.

## Historia
El tramo entre Guimarães y Fafe, donde este apeadero se encontraba, entró en servicio el 21 de julio de 1907. Fue una de las plataformas originales de este tramo, teniendo, en ese momento, el nombre de Fareja, y la categoría de estación.
El edificio sigue existiendo actualmente y está situado junto a la vía ciclista que fue construida sobre el trazado de la antigua línea de ferrocarril.